# Новотравинский
Новотравинский — упразднённый посёлок в Доволенском районе Новосибирской области России. На момент упразднения входил в состав Травнинского сельсовета. Исключен из учётных данных в 1968 году.

## География
Располагался у озера Травное, в 6 км к юго-западу от села Травное.

## История
Посёлок был основан в 1922 году. В 1928 году состоял из 37 хозяйств. В административном отношении входил в состав Травнинского сельсовета Индерского района Новосибирского округа Сибирского края.
Решением Новосибирского облисполкома в 1968 году посёлок исключен из учётных данных.

## Население
По переписи 1926 г. в посёлке проживало 206 человек (96 мужчин и 110 женщин), основное население — русские.